# 필바라

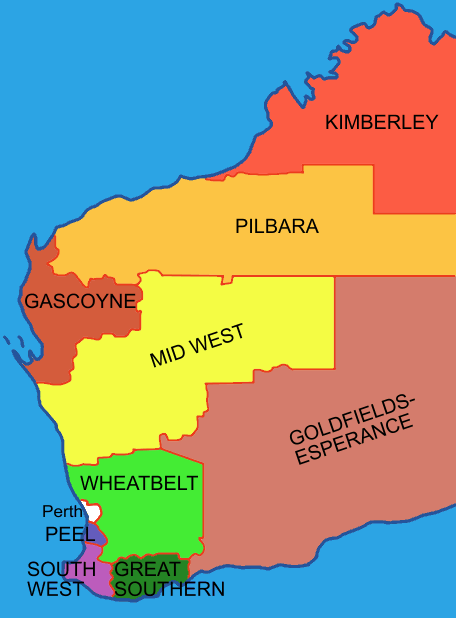
필바라의 위치

필바라(Pilbara)는 오스트레일리아 웨스턴오스트레일리아주를 9개로 나눈 지역 중 하나이다. 면적은 해안의 섬까지 포함하여 총 507,896 km2이며, 주민은 2016년 기준 65,675명인데 이 중 대부분이 지역의 서부에 산다.

## 같이 보기
- 호상철광층
- 스트로마톨라이트